# Кармакс
Кармакс (англ. Carmacks) — посёлок на реке Юкон в территории Юкон, Канада. Население 425 человек.

## География
Кармакс расположен вдоль Клондайкского шоссе в месте слияния рек Юкон и Норденскиолд, приблизительно в 180 км севернее Уайтхорс и в 360 км южнее Доусон Сити. Посёлок находится у западного окончания шоссе Роберта Кэмпбелла.

## История
В Кармакс проживают две общины канадских индейцев Северных Тутчон — Кармакс и Литтл Сэлмон. Посёлок назван в честь Джорджа Вашингтона Кармака, нашедшего в 1893 году месторождение угля. Он организовал торговлю с местными жителями, для добычи угля заложил шахту на южном берегу Юкона. Позднее, Кармак нашёл золото. Это открытие положило начало знаменитой Клондайкской золотой лихорадке. Собственно Кармак в 1984 году стал посёлком. Аборигены составляют 70 % его населения, в то время как, на всей территории Юкон — 23 %.

## Полезные ископаемые
Район вокруг Кармакс богат полезными ископаемыми. В их число входят медь, каменный уголь, золото. Имеются небольшие рудники, на которых добывается золото и цинк.

## Достопримечательности
Здесь находится один из четырёх мостов через реку Юкон.
Каждый год, в феврале, проводятся марафонские гонки собачьих упряжек — Юкон Квест, трасса которых проходит через посёлок.